# Plounéour-Trez
Plounéour-Trez (tiếng Breton: Plouneour-Traezh) là một xã của tỉnh Finistère, thuộc vùng Bretagne, miền tây bắc Pháp.

## Dân số
Người dân ở Plounéour-Trez được gọi là Plounéour-Tréziens.